# Pršljenasti ušljivac
Pršljenasti ušljivac (lat. Pedicularis verticillata), trajnica iz porodice volovotkovki rašrena po Europi, Aziji i Sjevernoj Americi (Aljaska, zapadna Kanada); raste i u Hrvatskoj.
Naraste od 10 do 30 cm. visine, a stabljika joj je uspravna i dlakava, listovi perasto razdvojeni, korijen vretenast i razgranat. Dvospolni tamnocrveni cvjetovi su skupljeni u glavičaste ili jajaste cvatove; cvate od lipnja do kolovoza. Plod je čahura.
- P. verticillata
- P. verticillata
- P. verticillata
- P. verticillata

## Podvrste
- Pedicularis verticillata subsp. latisecta (Hultén) P.C.Tsoong
- Pedicularis verticillata subsp. tangutica (Bonati) P.C.Tsoong, Kina
- Pedicularis verticillata subsp. verticillata

## Sinonimi
- Pediculariopsis verticillata (L.) Á.Löve & D.Löve